# Полювання на лева
«Полювання на лева» (дан. Løvejagten) — німий короткометражний документальний фільм Вігго Ларсена. Показ відбувся в рамках протесту проти полювання на тварин. Прем'єра відбулася в Данії 1907 року.

## Сюжет
Два великих мисливці йдуть на сафарі в джунглі з африканським провідником. Там вони вбивають зебр, страусів, бегемота і ловлять мавпочку, щоб зробити її домашньою тваринкою. В ночі вони прокинулися від лева, який вбиває козеня і коней мисливців. Мисливці стріляють лева який сидить у воді. Вони виявляють ще одного лева і вбивають його теж. Щасливі мисливці сидять і курять сигарети після вдалого полювання.

## У ролях
- Віґґо Ларсен — мисливець
- Кнуд Лумбуе — мисливець

## Виробництво
«Джунглі», в яких знімали фільм, зробили визначними. Фільм знімався в парку Йегерсьборг біля Копенгагена. У фільмі знімалися тварини з Копенгагенського зоопарку. Правда, два леви жили на острові Еллеор поблизу Роскільдського фьорда.

## Рімейки та копії
1907 року прем'єра фільму відбулася в Швеції. Хоча прем'єра відбулася 1907 року в країні виробництва, але є версія, що в Данії прем'єра пройшла 11 листопада 1908 року. Nordisk Film Kompagni продала 259 копій фільму. Фільм був знятий в золоті часи компанії (це самий перший фільм кіностудії). 1909 року в Росії був знятий рімейк Полювання на ведмедя, від якого збереглося 118 копій.

## Команда
Вігго Ларсен був одночасно і режисером, і актором. Кнуд Лумбуе зіграв другого мисливця, а Віллям Фомсен зіграв гіда. Аксель Грааткджаер, який знаменитим став пізніше, з'явився в титрах з ім'ям A. Sørensen.